# 肯塔基波本小径

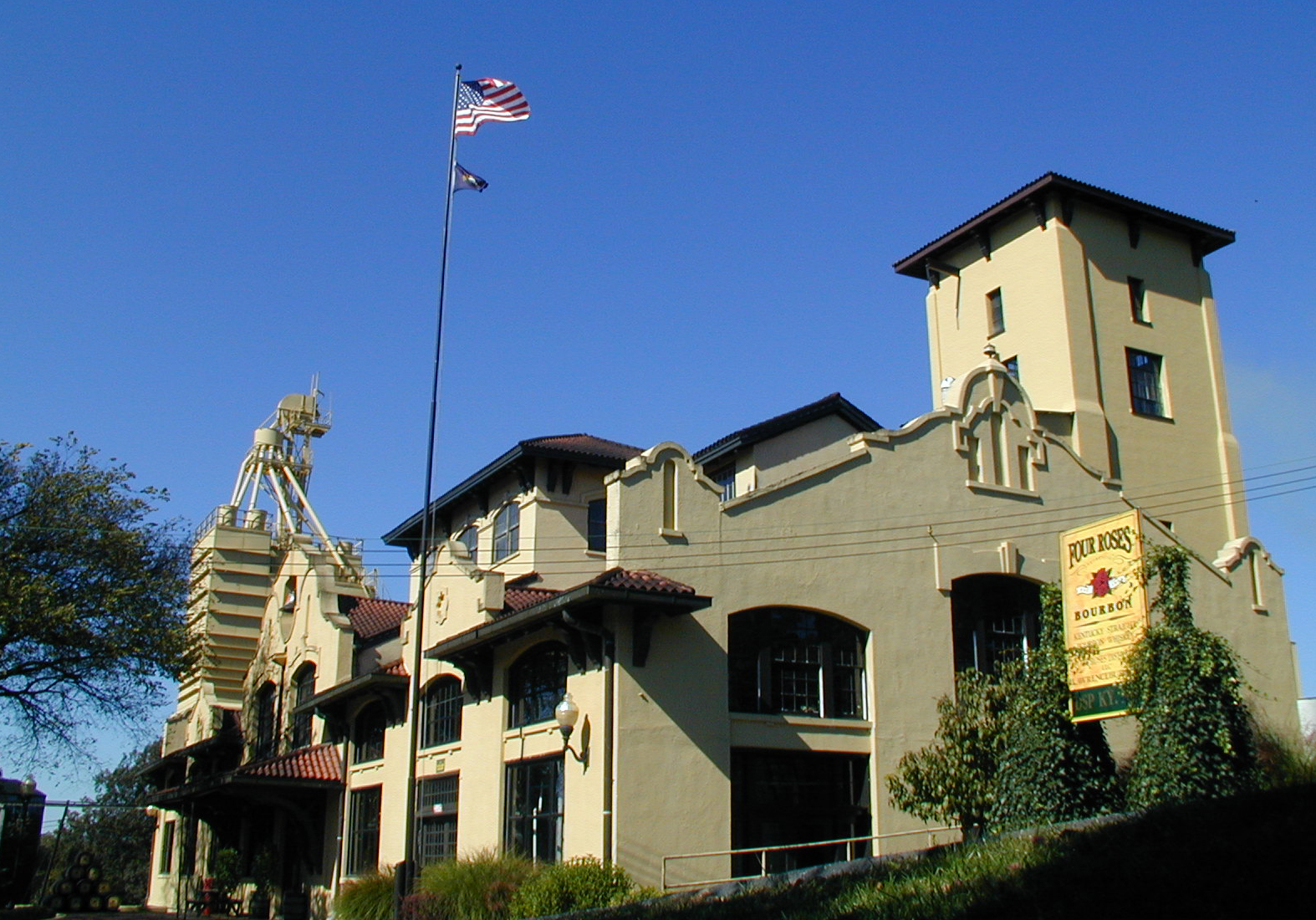
四玫瑰威士忌蒸馏酒厂。

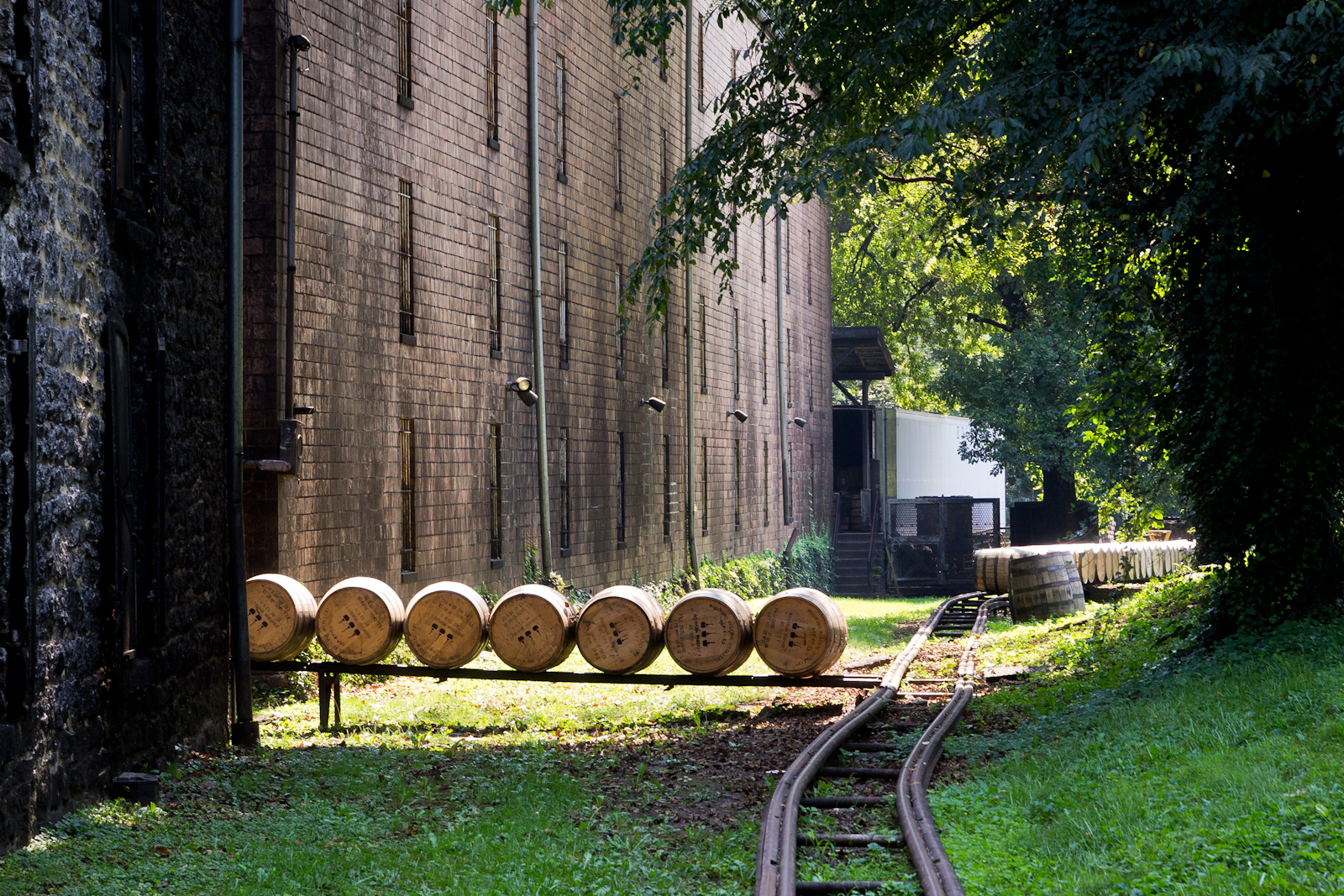
放置木桶的伍德福德珍藏威士忌酒厂茅草房（Rickhouse）外，这里用于储存陈年酿酒桶。

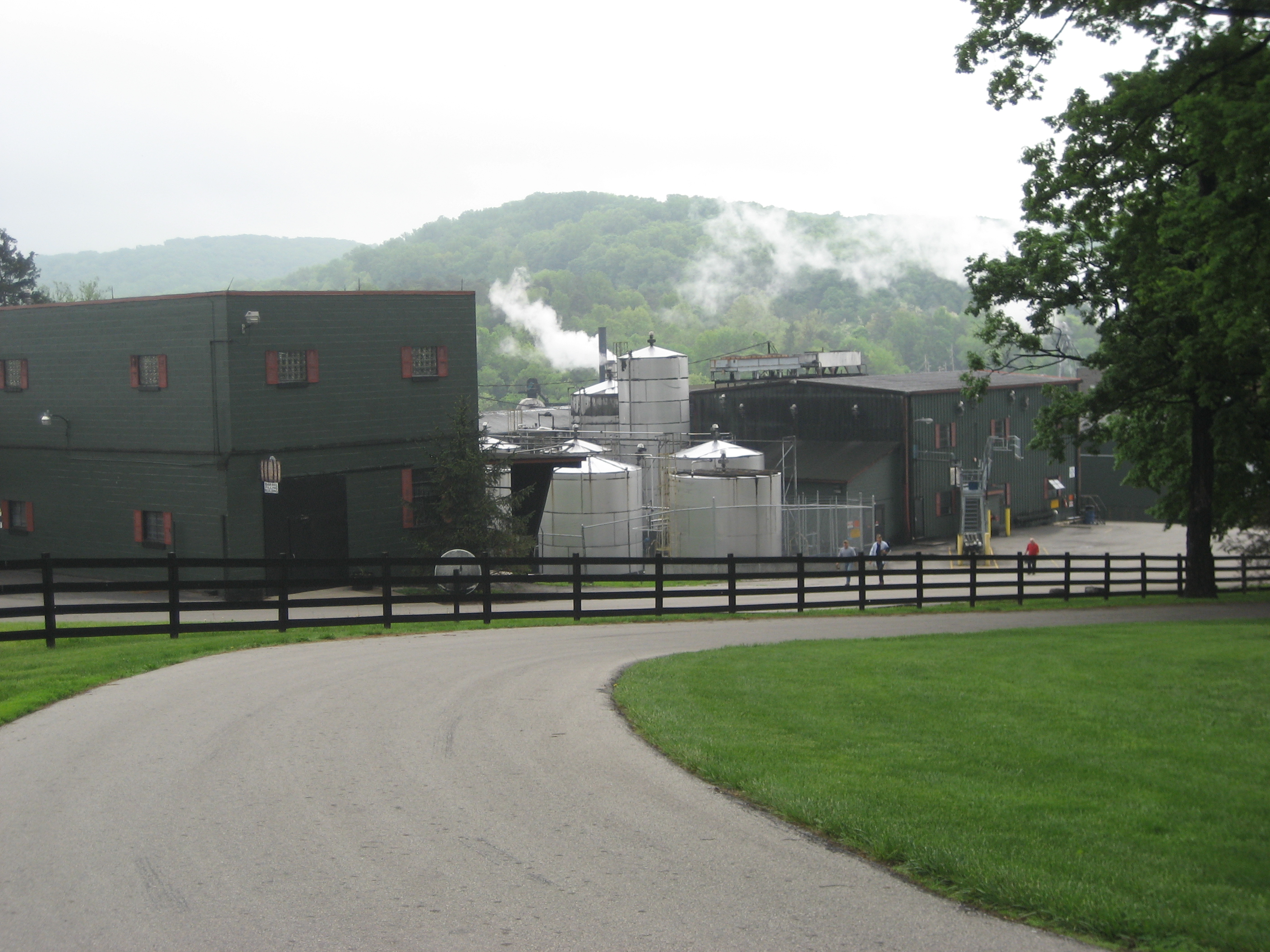
占边威士忌蒸馏酒厂。

肯塔基波本小径（英語：Kentucky Bourbon Trail），非正式简称为“波本威士忌小径（Bourbon Trail）”，是由肯塔基州蒸馏酒业者联合会（Kentucky Distillers' Association）发起的旨在促进肯塔基州波本威士忌酒产业发展计划的名称。目前，该名称已被肯塔基州蒸馏酒业者联合会注册为受保护的商标。

## 发展历史
肯塔基州蒸馏酒业者联合会（Kentucky Distillers' Association）于1999年启动了“肯塔基波本小径”项目。当时，该地区的八家蒸馏酒厂有七家加入了这个项目。2008年，第八家蒸馏酒厂——波本1792蒸馏酒厂加入到该项目。但是该酒厂于次年被沙芝瑞克公司所收购；随后，沙芝瑞克公司在2010年宣布其旗下的波本1792蒸馏酒厂和水牛足迹蒸馏酒厂从肯塔基州蒸馏酒业者联合会退出。不过这两个酒厂依旧对公众开放参观，沙芝瑞克公司的发言人表示，他们仍然觉得自己“是肯塔基波本小径的重要组成部分”，但沙芝瑞克公司希望能够独立在肯塔基州蒸馏酒业者联合会之外推广其酒厂。
2012年8月，汤布兰奇威士忌酒厂被添加到“肯塔基波本小径”内，使得小径的酒厂数回升到7个。2013年5月，位于路易维尔的天堂山爱威廉斯蒸馏酒厂也加入其中，使得主要旅游计划的目的地扩展为8个。